# El Retiro, San Luis Potosí
El Retiro är en ort i Mexiko.   Den ligger i kommunen Moctezuma och delstaten San Luis Potosí, i den centrala delen av landet, 400 km nordväst om huvudstaden Mexico City. El Retiro ligger 1 647 meter över havet och antalet invånare är 290.
Terrängen runt El Retiro är en högslätt, och sluttar brant österut. Runt El Retiro är det ganska glesbefolkat, med 23 invånare per kvadratkilometer. Närmaste större samhälle är San José del Arbolito, 12,7 km öster om El Retiro. Omgivningarna runt El Retiro är i huvudsak ett öppet busklandskap.